# アルネ・スロット
アルネ・スロット（オランダ語: Arne Slot）、本名アーレント・マルタイン・スロット（Arend Martijn Slot, 1978年9月17日 - ）は、オランダ・オーファーアイセル州ベルヘントハイム出身の元サッカー選手でありサッカー指導者。ポジションはMF。

## 監督経歴
PECズヴォレで公式戦200試合以上に出場し、同クラブで現役引退後、指導者に転身した。最初はPECズヴォレでユース年代の指導を行い、2014年にSCカンブールのアシスタントコーチとしてトップチームの指揮に携わった。2016年、前任監督の解任に伴いシプケ・ハルショフと共に共同監督に就任。2人の指揮の下、アヤックスとFCユトレヒトに歴史的な勝利を収め、クラブ史上初めてKNVBカップ準決勝進出を決めた。準決勝ではAZアルクマールにPK戦の末に敗れた。

### AZアルクマール
2017年、AZアルクマールのアシスタントコーチに就任。2年間アシスタントを務めた後、2019年に監督に昇格した。2019-20シーズンのエールディビジは得失点差でアヤックスに次ぐ2位となっていたが、新型コロナウイルス感染症の世界的流行の影響で中止となる。UEFAヨーロッパリーグではグループリーグを突破し、ベスト32までクラブを押し上げた。翌シーズン中の2020年12月5日、事前報告無しにフェイエノールトと監督就任交渉を行ったため解任された
。

### フェイエノールト
2021年、フェイエノールトの監督に就任。就任初年度の2021-22シーズンUEFAヨーロッパカンファレンスリーグではクラブを20年ぶりに欧州カップ戦決勝へと導く。決勝ではジョゼ・モウリーニョ率いるASローマに1-0で敗れ準優勝となる。同シーズンのエールディビジは3位で終えたが、年間最優秀監督に贈られるリヌス・ミヘルス・アワードを受賞した。2022-23シーズンのUEFAヨーロッパリーグではベスト8に進出すると、再びASローマと対戦。2戦合計2-4で敗退が決まった。エールディビジは6年ぶり11度目となる優勝を果たし、2年連続でリヌス・ミヘルス・アワードを受賞した。2023-24シーズンのUEFAチャンピオンズリーグはグループステージを3位で終え敗退。UEFAヨーロッパリーグ決勝トーナメントプレーオフにまわると、3年連続でASローマとの対戦が実現。2戦合計2-2の末、PK戦で敗れ敗退した。KNVBカップでは決勝に進出すると、NECナイメヘンを破り6年ぶり14度目の優勝を果たした。エールディビジでは優勝した昨シーズンを上回る84ポイントを獲得するも、PSVアイントホーフェンに次ぐ2位で終えた。

### リヴァプール
2024年、ユルゲン・クロップの後任としてリヴァプールFCの監督に就任。就任初年度ながらプレミアリーグでは10節以降首位を維持、UEFAチャンピオンズリーグもリーグフェーズ首位で年内を終えた。2025年に入ると2月にFAカップ敗退、3月にはUCLラウンド16でパリ・サンジェルマンFCにPK戦の末に敗北、EFLカップ決勝はニューカッスル・ユナイテッドFCに敗北し準優勝に終わるなど、立て続けにタイトルを失う。一方でリーグは首位を独走し続け、34節の勝利によって5シーズンぶりの優勝を決め、オランダ人指揮官として初のプレミアリーグ優勝監督となる。

## タイトル

### 選手時代
PECズヴォレ
- エールステ・ディヴィジ：2001-02, 2011-12

### 監督時代
フェイエノールト
- エールディビジ：2022-23
- KNVBカップ：2023-24

リヴァプール
- プレミアリーグ：2024-25

個人
- リヌス・ミヘルス・アワード：2021-22, 2022-23
- プレミアリーグ月間最優秀監督：2024年11月
- プレミアリーグ年間最優秀監督：2024-25

## 監督成績
2025年5月25日現在
| クラブ           | 国               | 就任           | 退任          | 記録 | 記録 | 記録 | 記録 | 記録 | 記録 | 記録 | 記録   | 参照   |
| クラブ           | 国               | 就任           | 退任          | 試   | 勝   | 分   | 敗   | 得   | 失   | 差   | 勝率   | 参照   |
| ---------------- | ---------------- | -------------- | ------------- | ---- | ---- | ---- | ---- | ---- | ---- | ---- | ------ | ------ |
| SCカンブール     | オランダの旗     | 2016年10月15日 | 2017年6月30日 | 34   | 21   | 6    | 7    | 75   | 31   | +44  | 061.76 | [ 12 ] |
| AZアルクマール   | オランダの旗     | 2019年7月1日   | 2020年12月5日 | 58   | 32   | 16   | 10   | 118  | 52   | +66  | 055.17 | [ 13 ] |
| フェイエノールト | オランダの旗     | 2021年7月1日   | 2024年5月31日 | 150  | 98   | 29   | 23   | 344  | 150  | +194 | 065.33 | [ 14 ] |
| リヴァプール     | イングランドの旗 | 2024年6月1日   | 現在          | 56   | 38   | 9    | 9    | 123  | 55   | +68  | 067.86 | [ 15 ] |
| Total            | Total            | Total          | Total         | 255  | 162  | 52   | 41   | 565  | 240  | +325 | 063.53 | —      |